# 线程
线程在计算机科学中，是将进程划分为两个或多个线程（实例）或子进程，由单处理器（单线程）或多处理器（多线程）或多核处理系统并发执行。

## 狀態
執行緒有四種基本狀態，分別為：
- 產生
- 阻塞
- 非阻塞（unblock）
- 結束

## 线程包含要素
- 线程内核对象(thread kernel object)
- 线程环境块(thread environment block, TEB)
- 用户模式栈(user-mode stack)（unblock）
- 内核模式栈(kernal-mode stack)(thread environment block, TEB)
- DLL线程连接(attach)和线程分离(detach)通知(kernal-mode stack)

## 不同平台的线程

### UNIX International线程

#### UNIX International线程简介
操作系统使用的线程叫做线程，支持内核线程、轻权进程和用户线程。一个进程可有大量用户线程；大量用户线程复用少量的轻权进程，轻权进程与内核线程一一对应。用户级线程在调用核心服务时（如文件读写），需要“捆绑（bound）”在一个上。永久捆绑（一个固定被一个用户级线程占用，该移到池之外）和临时捆绑（从池中临时分配一个未被占用的）。在调用系统服务时，如果所有已被其他用户级线程所占用（捆绑），则该线程阻塞直到有可用的。如果执行系统线程时阻塞（如read()调用），则当前捆绑在上的用户级线程也阻塞。

#### UNIX International线程的有关API
线程的头文件是<thread.h>。

##### 创建用户级线程
```
int
 
thr_create
(
void
 
*
 
stack_base
,
 
size_t
 
stack_size
,
 
void
 
*
(
*
start_routine
，
void
 
*
),
 
void
 
*
 
arg
,
 
long
 
flags
,
 
thread_t
 
*
 
new_thr
);

```

其中包括：（永久捆绑）, THR_NEW_LWP（创建新放入池），若两者同时指定则创建两个新，一个永久捆绑而另一个放入池。

##### 等待用户级线程
```
int
 
thr_join
(
thread_t
 
wait_for
,
 
thread_t
 
*
dead
,
 
void
 
**
status
);

```

##### 挂起用户级线程
```
int
 
thr_suspend
(
thread_t
 
thr
);

```

##### 继续用户级线程
```
int
 
thr_continue
(
thread_t
 
thr
);

```

##### 退出用户级线程
```
void
 
thr_exit
(
void
 
*
status
);

```

##### 返回当前用户级线程的线程标识符
```
thread_t
 
thr_self
(
 
void
 
);

```

### POSIX线程

#### POSIX线程简介
线程，简称，是线程的标准。该标准定义了创建和操纵线程的一整套。在类操作系统（Unix、等）中，都使用作为操作系统的线程。操作系统也有其移植版pthreads-win32。

#### POSIX线程的有关API
线程的头文件是<pthread.h>。

##### 创建用户线程
```
int
 
pthread_create
(
pthread_t
 
*
 
thread
,
 
const
 
pthread_attr_t
 
*
 
attr
,
 
void
 
*
(
*
start_routine
)(
void
 
*
),
 
void
 
*
arg
);

```

##### 等待用户线程
```
int
 
pthread_join
(
pthread_t
 
thread
,
 
void
 
**
 
retval
);

```

##### 退出用户线程
```
void
 
pthread_exit
(
void
 
*
retval
);

```

##### 返回当前用户线程的线程标识符
```
pthread_t
 
pthread_self
(
void
);

```

##### 用户线程的取消
```
int
 
pthread_cancel
(
pthread_t
 
thread
);

```

### Win32线程

#### Win32线程简介
线程是的一部分，上下文包括：寄存器、核心栈、线程环境块和用户栈。

#### Win32线程的有关API
线程的头文件是<Windows.h>，仅适用于操作系统。

##### 创建用户线程
```
HANDLE
 
WINAPI
 
CreateThread
(
LPSECURITY_ATTRIBUTES
 
lpThreadAttributes
,
 
SIZE_T
 
dwStackSize
,
 
LPTHREAD_START_ROUTINE
 
lpStartAddress
,
 
LPVOID
 
lpParameter
,
 
DWORD
 
dwCreationFlags
,
 
LPDWORD
 
lpThreadId
);

```

##### 结束本线程
```
VOID
 
WINAPI
 
ExitThread
(
DWORD
 
dwExitCode
);

```

##### 挂起指定的线程
```
DWORD
 
WINAPI
 
SuspendThread
(
 
HANDLE
 
hThread
 
);

```

##### 恢复指定线程运行
```
DWORD
 
WINAPI
 
ResumeThread
(
HANDLE
 
hThread
);

```

##### 等待线程运行完毕
```
DWORD
 
WINAPI
 
WaitForSingleObject
(
HANDLE
 
hHandle
,
 
DWORD
 
dwMilliseconds
);

```

##### 返回当前线程的线程标识符
```
DWORD
 
WINAPI
 
GetCurrentThreadId
(
void
);

```

##### 返回当前线程的线程句柄
```
HANDLE
 
WINAPI
 
GetCurrentThread
(
void
);

```

## 跨平台的线程

### C++11线程

#### C++11线程简介
2011年8月12日，国际标准化组织（ISO）发布了第三个C++标准，即ISO/IEC 14882:2011，简称ISO C++ 11标准。该标准第一次把线程的概念引入C++标准库。平台运行的和平台运行的g++4.7，都完美支持C++11线程。

#### C++11线程的有关函数
C++ 11线程的头文件是<thread>。

##### 创建线程
```
std
::
thread
::
thread
(
Function
&&
 
f
,
 
Args
&&
...
 
args
);

```

##### 等待线程结束
```
std
::
thread
::
join
();

```

##### 脱离线程控制
```
std
::
thread
::
detach
();

```

##### 交换线程
```
std
::
thread
::
swap
(
thread
&
 
other
);

```

### C11线程

#### C11线程简介
2011年12月8日，国际标准化组织（ISO）发布了第三个C语言标准，即ISO 9899:2011，简称标准。该标准第一次把线程的概念引入C语言标准库。
C11线程仅仅是个“建议标准”，也就是说100%遵守C11标准的C编译器是可以不支持C11线程的。根据C11标准的规定，只要编译器预定义了 __STDC_NO_THREADS__(C11)，就可以没有<threads.h>头文件，自然也就也没有下列函数。

#### C11线程的有关函数
C11线程的头文件是<threads.h>。

##### 创建线程
```
int
 
thrd_create
(
thrd_t
 
*
thr
,
 
thrd_start_t
 
func
,
 
void
 
*
arg
);

```

##### 结束本线程
```
_Noreturn
 
void
 
thrd_exit
(
 
int
 
res
 
);

```

##### 等待线程运行完毕
```
int
 
thrd_join
(
thrd_t
 
thr
,
 
int
 
*
res
);

```

##### 返回当前线程的线程标识符
```
thrd_t
 
thrd_current
();

```

### Java线程
1. 最简单的情况是，的run()方法运行完毕，自行终止。
2. 对于更复杂的情况，比如有循环，则可以增加终止标记变量和任务终止的检查点。
3. 最常见的情况，也是为了解决阻塞不能执行检查点的问题，用中断来结束线程，但中断只是请求，并不能完全保证线程被终止，需要执行线程协同处理。
4. IO阻塞和等锁情况下需要通过特殊方式进行处理。
5. 使用类的cancel()方法调用。
6. 调用线程池执行器的shutdown()和shutdownNow()方法。
7. 守护线程会在非守护线程都结束时自动终止。
8. Thread有stop()方法，但已不推荐使用。